# لافریمبل
لافریمبل (به فرانسوی: Lafrimbolle) یک کمون در فرانسه است که در Canton of Lorquin واقع شده‌است.

## خصوصیات
لافریمبل ۱۰٫۷۲ کیلومترمربع مساحت و ۱۹۸ نفر جمعیت دارد و ۳۵۰ متر بالاتر از سطح دریا واقع شده‌است.